# Exumella tsonot
Exumella tsonot is een eenoogkreeftjessoort uit de familie van de Pseudocyclopidae. De wetenschappelijke naam van de soort is voor het eerst geldig gepubliceerd in 2005 door Suárez-Morales & Iliffe.